# Jean Sarrus
Jean Sarrus (Puteaux, 1945. május 11. – Blesle, 2025. február 19.) francia színész, énekes, zenész, dalszerző. A Les Charlots csoport tagja.

## Életútja
Ronnie Bird és Dick Rivers egyik basszusgitárosa volt, majd csatlakozott a Les Problèmes együtteshez. A hamarosan Les Charlots névre átkeresztelt csoport az 1970-es években nagyon népszerűvé vált, és több vígjátékban is szerepelt, amelyek az évtized legnagyobb kereskedelmi sikerei közé tartoztak a francia filmművészetben.

## Filmjei
- La grande java (1971)
- Bolondos újoncok (Les Bidasses en folie) (1971)
- A stadion őrültjei (Les Fous du stade) (1972)
- A Charlot-k bejárják Spanyolországot (Les Charlots font l'Espagne) (1972)
- A nagy kóceráj (Le grand bazar) (1973)
- Kétbalkezes jóakaró (Je sais rien, mais je dirai tout) (1973)
- A négy muskétás, avagy a lepel lehull (Les quatre Charlots mousquetaires) (1974)
- A négy muskétás, avagy majd mi megmutatjuk, bíboros úr! (Les Charlots en folie – À Nous Quatre, Cardinal!) (1974)
- Az újoncok háborúba mennek (Les bidasses s'en vont en guerre) (1974)
- Trop c'est trop (1975)
- Bons Baisers de Hong Kong (1975)
- Et vive la liberté! (1978)
- Les Charlots en délire (1979)
- Les Charlots contre Dracula (1980)
- Le retour des bidasses en folie (1983)
- Charlots connection (1984)
- Le Retour des Charlots (1992)
- Elisa Top Model (1996–1999, tv-sorozat, hat epizódban)
- Un grand cri d'amour (1998)
- This Could Be the Last Time (1998, tv-film)
- La kiné (1999, tv-sorozat, egy epizódban)
- Les Charlots Intime (2013, dokumentumfilm)
- Les vieux fourneaux 2: Bons pour l'asile (2022)